# Neuraminidasa

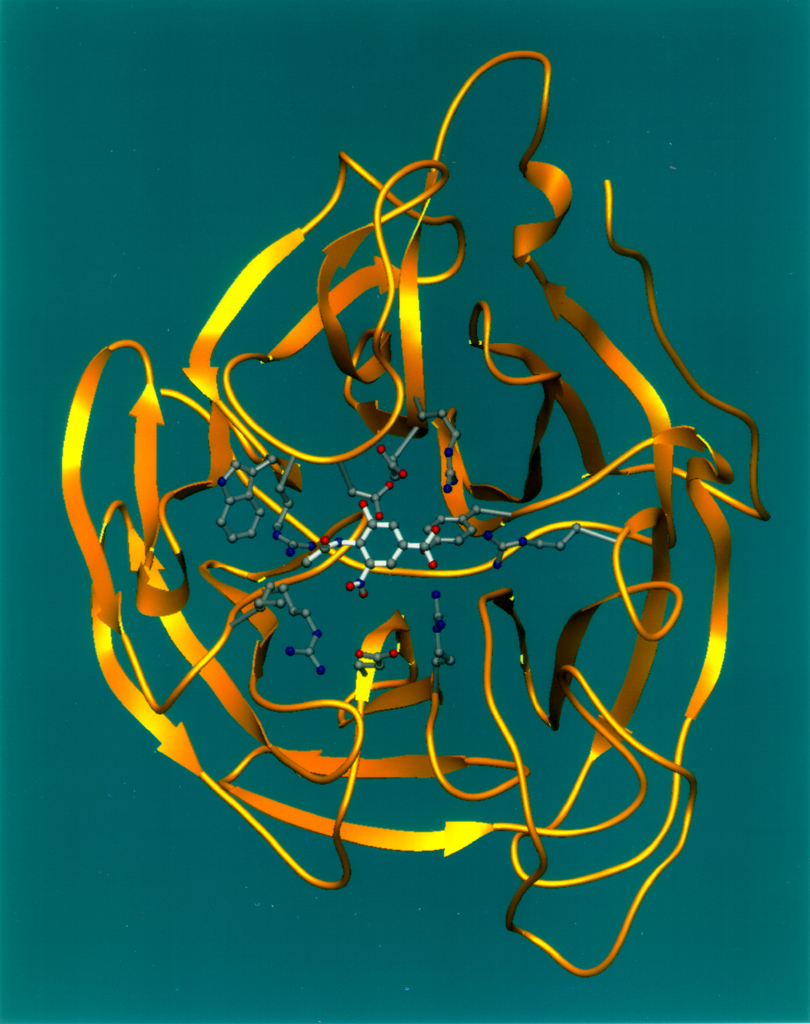
Estructura de la neuraminidasa

La neuraminidasa (NA) és un enzim present en l'embolcall de la càpside del virus de la grip, junt amb l'hemaglutinina.

## Estructura
La NA és un tetràmer amb forma de bolet projectat. El seu cap consta de 4 subunitats coplanars i esfèriques i una regió hidròfoba (és dins de l'interior de la membrana del virus). Està format per una única cadena polipeptídica que està orientada en la direcció oposada a la de l'antigen HA. La composició del polipèptid és una cadena simple de sis aminoàcids conservats polars seguits per aminoàcids hidròfils variables.

## Funcions
La seva principal funció és la de trencar la unió molecular entre l'hemaglutinina i l'àcid siàlic
Això es fa per tres raons principals:
- La unió HA-àcid siàlic permet el virus entrar en una cèl·lula diana.
- Els virions alliberats queden recoberts d'àcid siàlic. La neuraminidasa ajuda a treure aquest àcid de la superfície del virió, per a impedir que s'agreguin entre ells.
- El moc de l'aparell respiratori és ric en àcid siàlic, cosa que fa que les molècules de HA (i per tant del virus) quedin enganxades a ell. Aquí de nou actua la neuraminidasa, que en trencar la unió allibera el virus.

- La neuraminidasa és també un factor de virulència del bacteri Bacteroides fragilis.
- Els antigripals (zanamivir i oseltamivir) tenen com diana terapèutica principal la neuranimidasa, intentant inhibir-la.